# Партикуляция
Партикуля́ция ― процесс перехода в класс частиц слов, принадлежащих другим частям речи (чаще из наречий и союзов в частицы). При партикуляции 
лексическое значение знаменательного слова вытесняется их служебным значением т.е функциональным. Партикуляция  является одним из видов общеязыкового процесса транспозиции, в основе которого лежит семантическое и функциональное тождество языковых единиц.

## Примеры частей речи, подвергаемых партикуляции
1. Наречия: ровно, точно, подлинно, просто, отлично, прекрасно, именно, прямо, единственно, исключительно, лишь, только, уже, ещё и др.
2. Местоимения: это, то, как, что, там, тут, так, себе, всё и др.
3. Глаголы: было, дай, пусть, бывало, пускай, поди, знай и др.
4. Союзы: едва, только, точно, чуть, хотя (хоть) и др.
5. Модальные слова: определенно, решительно и др.
6. Числительные: один и др.

## Примеры предложений с партикуляцией
- Ступай себе в синее море. Гуляй там себе на просторе (А.С.Пушкин)
- От этих модных диет один вред.
- Ты прямо герой!
- Повозка было тронулась, но он остановил ее (Л.Толстой)
- Дай-ка, думаю, в баню схожу (А.Островский, Семейная картина)
- Куда уж мне плясать! Людей смешить только (М.Горький, Детство).

## Особенности
На переход качественных наречий в частицы влияет не только разрядовая семантика (характеризующее, оценивающее значение), но и лексическое значение корня, позволяющее передать не просто утверждение, а утверждение с определённой эмоциональной оценкой (отлично, прекрасно), а также значение ограничения (точно, ровно), сравнения (прямо) и др
Виноградов В.В допускает возможность, превращений союза в частицу, но положение о возможности трансформации союзов в частицы пока не доказано

## См.также
- Интеръективация
- Конъюнкционализация,
- Субстантивация
- Предикативация